# Joseph L. Mankiewicz
Joseph Leo Mankiewicz, född 11 februari 1909 i Wilkes-Barre, Pennsylvania, död 5 februari 1993 i Bedford, New York, var en amerikansk filmregissör, manusförfattare och filmproducent.
Under sin karriär skrev Joseph L. Mankiewicz 48 filmmanus, bland annat till Allt om Eva (1950), som han vann två Oscar för (bästa regi och bästa manus). Han hann även producera fler än 20 filmer, till exempel En skön historia (1940).
Joseph L. Mankiewicz var bror till Herman J. Mankiewicz och far till Tom Mankiewicz. Han är begravd i Bedford, New York.

## Filmografi i urval
- 1938 – En fallen ängel (produktion)
- 1940 – En skön historia (produktion)
- 1942 – Årets kvinna (produktion)
- 1944 – Himmelrikets nycklar (manus och produktion)
- 1946 – Fåfäng var min dröm (manus och regi)
- 1946 – Jagad i natten (regi)
- 1947 – Spöket och Mrs. Muir (regi)
- 1949 – Min man – eller din? (manus och regi)
- 1950 – Allt om Eva (manus och regi)
- 1951 – Vad ska folk säja? (manus och regi)
- 1952 – Affären Cicero (manus och regi)
- 1953 – Julius Caesar (manus och regi)
- 1954 – Barfotagrevinnan (manus och regi)
- 1955 – Pysar och sländor (manus och regi; baserad på musikalen Guys and Dolls)
- 1963 – Cleopatra (manus och regi)
- 1967 – Farligt spel i Venedig (manus och regi)
- 1972 – "Sleuth" – Spårhunden (regi)